# Delphinium basalticum
Delphinium basalticum är en ranunkelväxtart som beskrevs av M.J. Warnock. Delphinium basalticum ingår i släktet storriddarsporrar, och familjen ranunkelväxter. Inga underarter finns listade i Catalogue of Life.